# Parcours Alpha
Pour les articles homonymes, voir Alpha (homonymie).
 (mai 2025).
Les parcours Alpha sont un programme d'évangélisation proposé par l'association internationale Alpha.

## Histoire
Les parcours Alpha sont lancés en 1977 par Charles Marnham, pasteur de la paroisse anglicane Holy Trinity Brompton à Londres. Leur objectif est de faire découvrir les bases de la foi chrétienne à des personnes éloignées de l'Église. À partir de 1990, son successeur, Sandy Millar (en), et Nicky Gumbel (en), avocat de profession, perfectionnent et formalisent ce programme d'évangélisation. C'est à cette date que les parcours connaissent leur essor,.
En 2015, le programme est utilisé dans 169 pays.

## Principe
La formule des parcours Alpha repose sur des rencontres hebdomadaires en soirée débutant par un repas se voulant convivial suivi d'un exposé portant sur des thématiques générales : le sens de la vie, ce qui se passe après la mort, la figure de Jésus, etc. L'exposé donne ensuite lieu à des discussions par petits groupes. Chaque session d'un parcours dure dix semaines. En plus des soirées hebdomadaires, un week-end de rassemblement des participants est organisé. Les parcours sont gratuits, seule une participation pour les repas est suggérée.

## Alpha en France
Depuis la fin des années 1990, « les parcours Alpha tiennent une place particulière dans le catholicisme français où ils ont joué un rôle clef à trois niveaux : dans la diffusion de pratiques et outils évangéliques en milieu catholique, dans la constitution d’un réseau interconfessionnel international de leaders, et dans la mise œuvre d'un nouveau modèle d'organisation paroissiale. »

### Premières implantations
Les premiers parcours Alpha sont mis en place en 1995 dans l'Église réformée de Belleville. En milieu catholique, ils s'implantent pour la première fois en 1998 dans la paroisse Saint-Denys de la Chapelle sous l'impulsion de la communauté du Chemin Neuf. La Communauté de l'Emmanuel et les Frères de Saint-Jean les introduisent dans les paroisses dont ils ont la charge. Pour accompagner leur mise en œuvre, l'épiscopat français mandate en 1999 trois évêques, Michel Dubost, Gérard Daucourt et Pierre d'Ornellas  qui demandent la réécriture de certains enseignements, notamment ceux qui abordent la question du salut. La nouvelle version en milieu catholique est approuvée en 2001.

### Présentation
En 2018, les parcours Alpha sont proposés en France dans plus de 800 paroisses et églises, protestantes pour certaines, mais majoritairement catholiques. Entre 1995 et 2014, c'est Marc de Leyritz qui préside l'association française des parcours Alpha. En 2020, l'association Alpha France est présidée par Éléonore Billot de Lochner et dirigée par Pierrick Levesque.  

### Un outil de «transformation pastorale»
Depuis 2012, les parcours Alpha, qui ne s'adressaient à l'origine qu'à des laïcs, sont associés à Talenthéo, un réseau de coachs chrétiens déployé depuis 2005 à destination des prêtres, évêques et religieux. Talenthéo et Alpha France proposent un programme de formation intitulé « pasteurs selon mon cœur ». Le but visé est une transformation pastorale et missionnaire des paroisses par l'abandon de fonctionnements ecclésiaux jugés dépassés par James Mallon, prêtre canadien promoteur des parcours Alpha et auteur d'un livre au succès international : Manuel de survie des paroisses,.

## Critiques
Dans un article intitulé « Cours Alpha : la foi à  l’épreuve du marketing » le magazine Golias dénonce « l’aspect commercial de l’association Alpha » : « le pragmatisme et le professionnalisme du marketing fonctionnent à  merveille dans cette nouvelle forme d’évangélisme, et ce n’est pas sans raison qu’il est facile de présenter Nicky Gumbel comme un véritable businessman quelque peu manipulateur, doté d’un prodigieux sens de la séduction. » De son côté, l'ethnologue Valérie Aubourg, professeur à l'Université catholique de Lyon, relève que l'orientation marketing des parcours Alpha se retrouve dans la composition de son équipe dirigeante française : « parmi les sept membres du bureau d’Alpha France, cinq sont investis dans le monde des affaires en tant que coach, chef d'entreprise ou associé dans une société de conseil ». 
Dans son livre, The Alpha Enterprise : Evangelism in a Post-Christian Era, le sociologue anglais Stephen J. Hunt (en) parle de « McDonaldisation évangélique » en décrivant Alpha comme une entreprise lucrative proposant un « contenu théologique standardisé ».